# Revelers de Mobile
Les Revelers de Mobile (Mobile Revelers en anglais), sont une ancienne franchise de la NBA Development League, ligue américaine mineure de basket-ball créée et dirigée par la NBA. L'équipe était basée à Mobile (Alabama).

## Palmarès
- NBA Development League : 2003

## Entraîneurs
- 2001-2003 :  Sam Vincent

## Joueurs célèbres ou marquants
- Rafer Alston
- Geno Carlisle
- Kenny Gregory
- Aaron Owens